# Kiełbasa krakowska

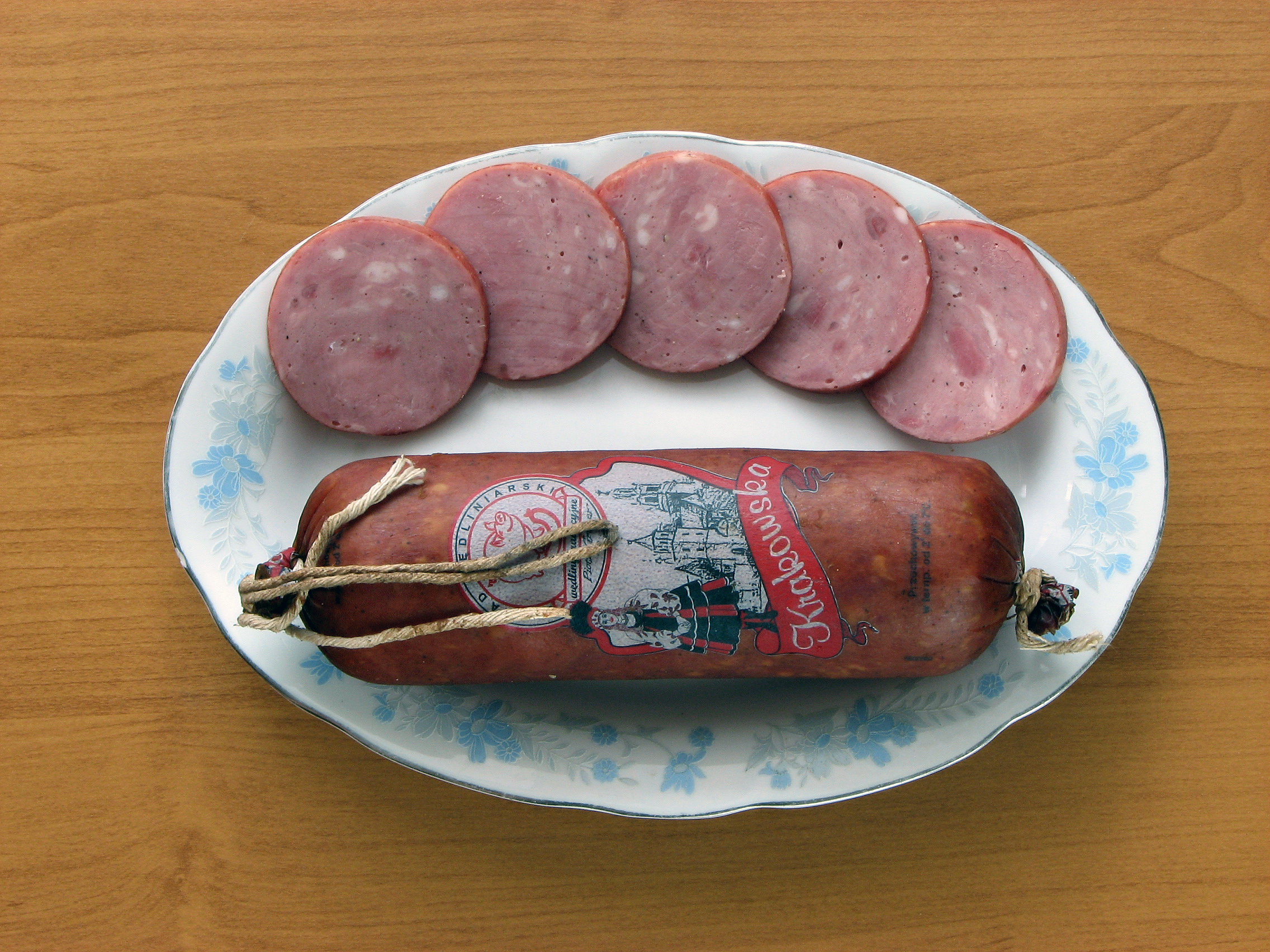
Kiełbasa krakowska

Kiełbasa krakowska (niem. Krakauer) – tradycyjna wędzona gruba kiełbasa wieprzowa o prostych odcinkach, występująca w postaci kiełbasy zwykłej (nietrwałej) i suchej (trwałej).
Zasadnicze składniki to mięso wieprzowe, sól i przyprawy. W Austrii jest wyrobem garmażeryjnym znajdującym się na liście tradycyjnych produktów żywnościowych objętych ochroną prawną z wpisem do Register der Traditionellen Lebensmittel. Od 28 sierpnia 2018 kiełbasa krakowska sucha staropolska wpisana jest do Europejskiego Systemu Ochrony Produktów Regionalnych i Tradycyjnych.
Małopolska zasłynęła z produkcji kiełbas; największą sławą cieszy się kiełbasa krakowska, ale popularna jest również kiełbasa lisiecka.

## Historia
Kiełbasa wytwarzana była od XIX wieku w galicyjskim Krakowie z wysokiej jakości mięsa wieprzowego, głównie z szynki (85% składu) z dodatkiem skrobi ziemniaczanej.
W Galicji przemysł masarski rozwijał się pomyślnie od wieków, a kiełbasa krakowska znana była nawet na Kresach i Litwie. Kiełbasa krakowska majstra masarskiego Wincentego Sataleckiego z Krakowa (zm. 1914), była produktem tradycji masarskich, jakie odziedziczył po przodku Janoszu, zmarłym w Koszycach w 1829. Przy ulicy Floriańskiej 6 w Kamienicy Sataleckich „Pod Okiem Opatrzności i dwoma barankami” mieścił się pierwszy zakład i sklep. Do 1918, a następnie do 1939, kiełbasa krakowska była przysmakiem poszukiwanym na rynku wiedeńskim, podobnie jak kiełbasy żywieckie Fuhrmana i Wrężlewicza z Żywca. Ponadto na przełomie XIX/XX wieku kiełbasę krakowską wytwarzał w Krakowie zakład Józefa Bialika.
W popularnym Kasynie Szlacheckim we Lwowie, gdzie podawano bardzo dobre obiady, zróżnicowane według rangi i zasług, w czasach okupacji sowieckiej tylko członkowie rzeczywiści Akademii Medycyny Weterynaryjnej otrzymywali na zakąskę kiełbasę krakowską.
Współcześnie poza Polską kiełbasa krakowska produkowana jest również w Austrii i Niemczech.
Od 2006 toczył się w Polsce proces pomiędzy Małopolską Izbą Produktów Regionalnych a zakładami Sokołów SA o zastrzeżenie nazwy.